# Mariposa Grove

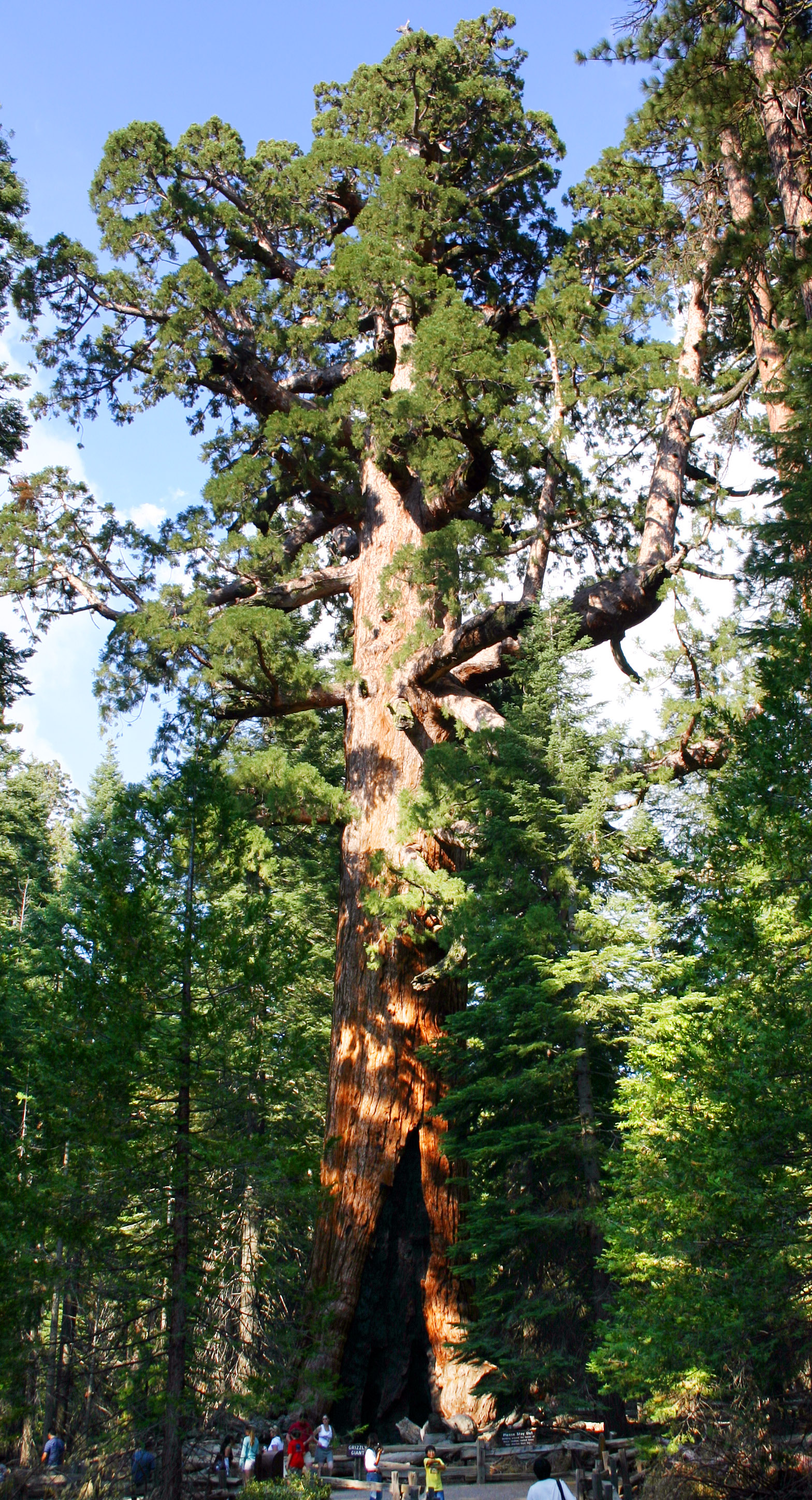
"Grizzly Giant" uma das mais populares atracções do Mariposa Grove

O Mariposa Grove é um grove, pequeno bosque, com sequóias gigantes perto de Crane Flat no sul do Parque Nacional de Yosemite, sendo o maior dos groves de sequóias do parque.